# Hoogerheide
Hoogerheide is een dorp in de zuidwesthoek van de provincie Noord-Brabant, Nederland. Het dorp behoort samen met de dorpen Woensdrecht, Huijbergen, Ossendrecht en Putte tot de gemeente Woensdrecht. Het dorp dankt zijn naam aan zijn ligging op de Brabantse Wal.

## Geschiedenis
Hoogerheide wordt voor het eerst vernoemd in 1339, als een leengoed op die hoeghe heide. Gerard Hermanszoon was de leenman. In 1353 kreeg het leengoed de status van heerlijkheid. Het dorp Hoogerheide ontwikkelde zich rondom een schuurkerk die daar in 1680 werd gebouwd ten behoeve van de katholieken uit Ossendrecht en Woensdrecht. Oorspronkelijk betrof het een lintbebouwing langs de huidige Raadhuisstraat.
In 1761kocht de laatste markies van Bergen op Zoom, Karel Theodoor van Beieren, de heerlijke rechten, zodat de heerlijkheid Hoogerheide voortaan volledig deel uitmaakte van het markiezaat Bergen op Zoom. In 1795 werd Hoogerheide een gemeente in de moderne zin.
In Hoogerheide heeft het Sint-Philomenagesticht gestaan dat werd bewoond door de Zusters van de Sociëteit van Jezus, Maria en Jozef en dat werd ontworpen door Leo Sturm. Het klooster is gesloopt en op de plaats ervan zijn het nieuwe gemeentehuis en MFC verrezen. De oude kapel van het klooster maakt hier onderdeel van uit.
In 1934 werd bij Hoogerheide, op de plaats waar zich voordien een eendenkooi bevond, een zweefvlieg- en oefenveld aangelegd ten behoeve van de luchtmacht. Dit is uitgegroeid tot de Vliegbasis Woensdrecht die ten noordoosten van Hoogerheide is gelegen.
In de 19e eeuw werd Hoogerheide bij de gemeente Huijbergen ingelijfd. Later ging Hoogerheide over naar de gemeente Woensdrecht, waartoe vanaf 1 januari 1997 ook Huijbergen ging behoren.

### Tweede Wereldoorlog
Vanwege de ligging op de Brabantse Wal, nabij waterwegen, belangrijke landverbindingen, havens en een militair vliegveld was Hoogerheide van strategisch belang voor de Duitse bezetter tijdens de Tweede Wereldoorlog. Dit speelde des te meer toen de geallieerden in september 1944 de Slag om de Schelde inzetten, en daarbij via Woensdrecht en Hoogerheide door moesten stoten naar Zuid-Beveland om de monding van de Westerschelde te ontzetten. In het gebied is zwaar gevochten. Bombardementen en huis tot huis-gevechten hebben veel leed en schade veroorzaakt. Op 4 oktober 1944 werd Hoogerheide bevrijd door – voornamelijk Canadese ª troepen.
Verschillende monumenten in de regio herinneren daaraan. Sommige zijn opgericht ter ere van de gevallenen en er zijn ook dankkapelletjes ter ere van Onze-Lieve-Vrouw, die de overlevenden beschermd zou hebben. Enkele Duitse bunkers uit 1942 zijn nog te vinden in de omgeving van de Aviolandalaan.

## Bezienswaardigheden

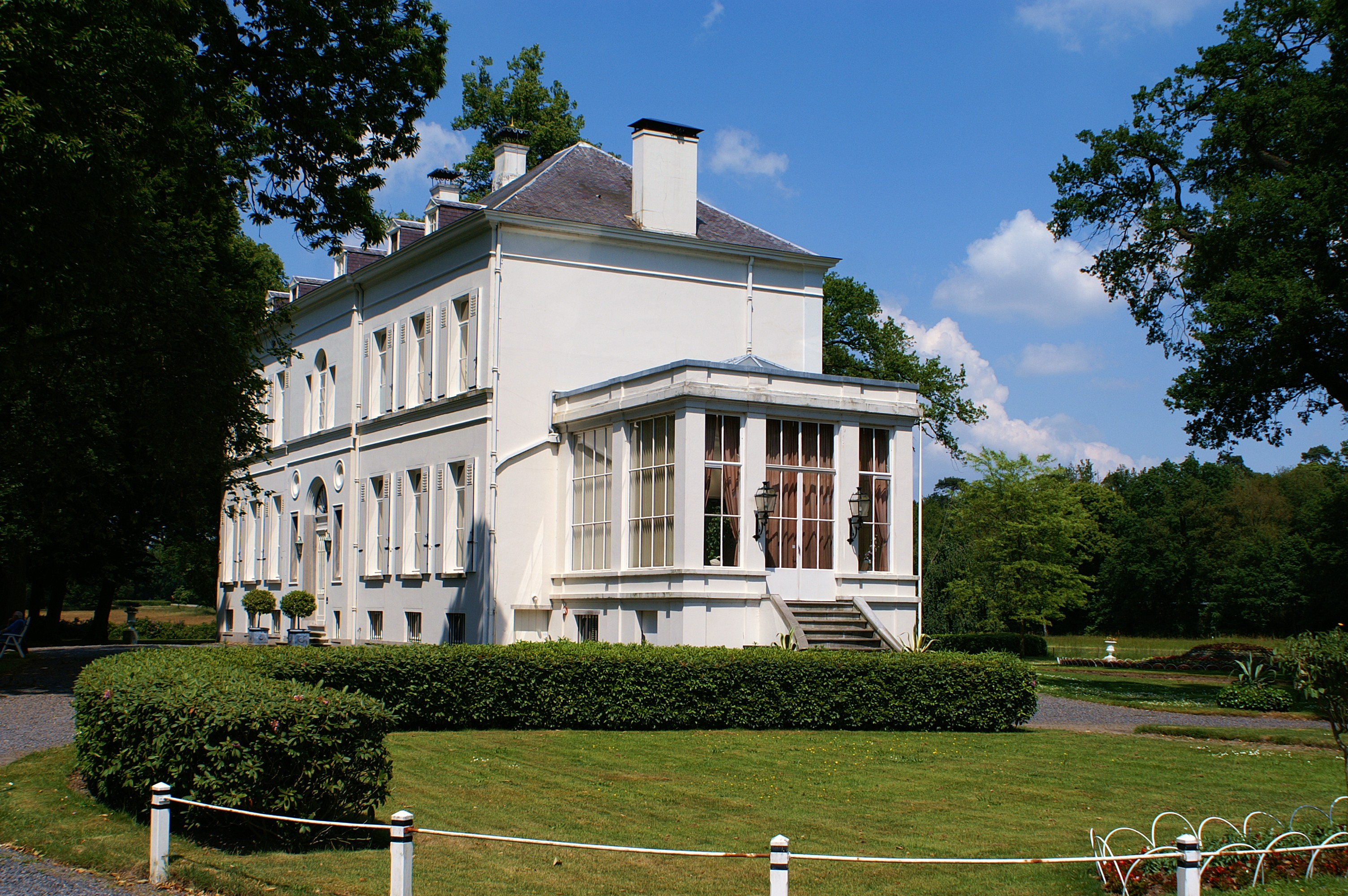
landgoed Mattemburgh

- De Onze-Lieve-Vrouw-Hemelvaartkerk, aan Raadhuisstraat 134, is in neogotische stijl gebouwd en ingewijd in 1882. Architect was Jan Jurien van Langelaar. De kerk heeft een hoge toren. In 1910 werd de kerk vergroot naar een ontwerp van Jacobus van Gils. Voor de kerk staat een Heilig Hartbeeld (1931) van Jan Custers.
- Landgoed Mattemburgh, met een neoclassicistische villa uit 1851-1854, bijgebouwen en een park met een Engelse en een Franse tuin. Het landgoed grenst aan natuurgebied Het Markiezaat.

## Natuur en landschap
Hoogerheide ligt op de Brabantse Wal. Vooral in zuidwestelijke richting van het dorp is de steilrand goed zichtbaar en heeft men een uitzicht op de nabijgelegen polders. In zuidoostelijke richting ligt landgoed Kortenhoeff, onderdeel uitmakend van het gebied De Groote Meer, dat weer deel uitmaakt van het Grenspark Kalmthoutse Heide.
Naar het noordoosten vindt men het Kooibos, de Vliegbasis Woensdrecht en bedrijventerreinen. Ten noorden en noordwesten van Hoogerheide liggen de landgoederen Mattemburgh en Lindonk terwijl ten oosten van Mattemburgh nog de Woensdrechtse Heide is te vinden.

## Economie
Onder andere de vliegbasis Woensdrecht heeft ervoor gezorgd dat Hoogerheide sterk is gegroeid. Dit bracht ook de vestiging met zich mee van onderhouds- en reparatiewerkplaatsen voor vliegtuigen, onder meer van Fokker en Aviolanda (later Stork-Fokker). Onder de naam Aviolanda is het terrein waarop deze bedrijven zich gevestigd hadden na 2008 herontwikkeld tot een centrum voor vliegtuigonderhoud.
Een tweede bedrijventerrein is De Kooi, vernoemd naar de verloren gegane activiteit van het eendenvangen. Dit bedrijventerrein is gelegen ten oosten van de kom.
Een aantal inwoners van Bergen op Zoom heeft zich in Hoogerheide gevestigd om de stadsdrukte te ontvluchten, waardoor Hoogerheide deels een forensendorp is geworden.

## Demografie
Hoogerheide telt 9.377 inwoners (4.642 mannen en 4.735 vrouwen) (2019) en 4.045 huishoudens (2018) Het is daarmee de grootste kern van de gemeente.
| 2004  | 2005  | 2006  | 2007  | 2008  | 2009  | 2010  | 2011  | 2012  | 2013  | 2014  | 2015  | 2016  | 2017  | 2018  | 2019  | 2021  | 2023  |
| ----- | ----- | ----- | ----- | ----- | ----- | ----- | ----- | ----- | ----- | ----- | ----- | ----- | ----- | ----- | ----- | ----- | ----- |
| 8.345 | 8.270 | 8.275 | 8.585 | 8.865 | 9.000 | 8.995 | 9.025 | 9.035 | 9.070 | 9.130 | 9.165 | 9.190 | 9.315 | 9.370 | 9.377 | 9.475 | 9.435 |

## Evenementen
In Hoogerheide wordt carnaval gevierd. Het dorp draagt tijdens deze festiviteiten de naam Wjeeldrecht. Sinds de Tweede Wereldoorlog is het goed gebruik om met carnaval oude kleren en vitrage te dragen.
Overige evenementen die (onder andere) in het dorp plaatsvinden zijn:
- Lentefeesten in mei
- Wielerronde van Hoogerheide in september
- Roparun
- Brabantsewal Festival (BWF) eind april. Evenement met grote artiesten zoals Jan Smit, Frans Duijts en Mr. Polska.

## Onderwijs
- Buitenschoolse opvang Zoeff en peuterspeelzaal de Heiderakkertjes
- R.k. Basisschool Klim-op
- Basisschool de Stappen
- Jenaplanschool Delphin
- Openbare Basisschool De Dobbelsteen
- Zuidwesthoek College (aan de rand van Hoogerheide)
- Aircraft Maintenance & Training School B.V.

## Sport, verenigingen en voorzieningen

### Sport
In Hoogerheide wordt jaarlijks een veldrit georganiseerd die meetelt voor de wereldbeker. Deze cross staat ook bekend als de Grote Prijs Adrie van der Poel. In 2009, 2014 en 2023 werd deze wedstrijd echter vervangen door het wereldkampioenschap veldrijden.
Op zondag 21 augustus 2022 liep de route van de derde etappe (van Breda naar Breda) van de Ronde van Spanje 2022 door Hoogerheide.

### Verenigingen
Er is een aantal (sport)verenigingen en sportieve instellingen gevestigd in Hoogerheide waaronder:
- Hotak '68 (tafeltennis, eredivisie-niveau)
- METO (voetbal)
- SEO (rolschaatsen)
- VV-VAT (volleybal)
- VOED (sportevenementen)
- TDC (dansvereniging)
- Dojo Satori (karatevereniging)
- Tennisvereniging Mattemburgh
- Carnavalsvereniging BC de KOOI
- Zwemvereniging de Zilvermeeuw
- Zwem- en waterpolovereniging "De Zuidwesthoek"
- Muziekvereniging "De Scheldezonen" bestaande uit: Harmonie, Unity Hoogerheide (majorette), Drumband, Slagwerkgroep "Drums & More" en leerlingen.
- TV Mattemburgh (tennis)
- ARENAL Hoogerheide (padel)

### Voorzieningen
Het centrum bestaat uit één winkelstraat, de Raadhuisstraat. Koopavond is op donderdag. De weekmarkt is op vrijdag van 13.00 tot 16.00 uur.
- Bibliotheek
- Woonzorg Centrum Heideduin (onderdeel van zorggigant tanteLouise)
- Bungalowpark & Villapark Familyland met bijhorende Bowlingbaan en zwembad
- Ruitersportcentrum Wolfshoeve en De Molen
- 4 supermarkten (Jumbo, Aldi, Albert Heijn en Nettorama)

## Nieuwbouwprojecten

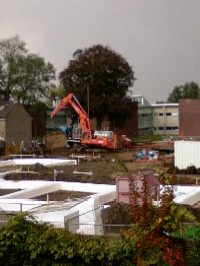
Nieuwbouwlocatie 't Trefpunt met op de achtergrond het nieuwe gemeentehuis

- De bouw van 36 woningen op het terrein van de voormalige bibliotheek,
- Plan "Kerkpad", aan de Raadhuisstraat, werd gestart einde 2008 en bestond uit 24 appartementen, winkelruimten en een parkeergarage.
- In het plan "De Hoef" werden van 2006-2011 een groot aantal huur- en koopwoningen gebouwd op een gebied van 28 ha ten noorden van de bestaande kom. 18 hectare daarvan werd bebouwd en de resterende 10 hectare, bestaande uit een aantal bosperceeltjes, werd ingericht als natuurgebied.
- ‘Walhoeve’ (2023-2024) wordt een groen ingerichte woonwijk waarbij veel aandacht is besteed aan de flora en fauna. Het plan omvat in totaal 2 bouwkavels en 23 grondgebonden woningen, bestaande uit 8 twee-onder-een-kapwoningen, 9 drie-onder-één-kapwoningen en 6 levensloopbestendige woningen.

## Verkeer en vervoer
Hoogerheide ligt vlak bij de A4/A58 en daarmee op het kruispunt van de routes tussen Antwerpen, Rotterdam, Zeeland en Noord-Brabant. Ook is een randweg om Hoogerheide in gebruik genomen.
Het openbaar vervoer in Hoogerheide wordt verzorgd door Arriva onder de merknaam Bravo (Brabant vervoert ons). Dit is de naam voor al het busvervoer in de provincie Noord-Brabant.
- Lijn 164: Hoogerheide - Roosendaal
- Lijn 360: Rotterdam - Putte
- Lijn 361: Oud Gastel - Ossendrecht

## Geboren
- Adrie van der Poel (17 juni 1959), wielrenner
- Jacques van der Poel (5 januari 1963), wielrenner
- Jan van der Rassel (5 januari 1964), darter
- Kees Hopmans (31 oktober 1964), wielrenner
- Jeroen Nieuwenhuize (3 juli 1972), diskjockey

## Nabijgelegen kernen
Woensdrecht, Bergen op Zoom, Huijbergen, Ossendrecht